# Odostomia turrita
Odostomia turrita е вид морско коремоного мекотело от семейство Pyramidellidae.

## Разпространение и местообитание
Видът е разпространен повсеместно покрай атлантическото крайбрежие на Европа и в Средиземно море.

## Описание
Раковината е с размери 2 – 3,5 mm. Тя е здрава, полупрозрачна и лъскава с бял или жълтеникав цвят с тъмни граници по шевовете на спиралните извивки. Извивките са около 5 – 6 на брой.